# Kamza
Kamza este un oraș din Albania.